# Arrondissement de Limoges
L'arrondissement de Limoges est une division administrative française, située dans le département de la Haute-Vienne et la région Nouvelle-Aquitaine.

## Composition

### Composition avant 2015
- canton d'Aixe-sur-Vienne
- canton d'Ambazac
- canton de Châlus
- canton de Châteauneuf-la-Forêt
- canton d'Eymoutiers
- canton de Laurière
- canton de Limoges-Beaupuy (et anciens canton de Limoges-Est, Limoges-Nord, Limoges-Ouest et Limoges-Sud)
- canton de Limoges-Carnot
- canton de Limoges-Centre
- canton de Limoges-Cité
- canton de Limoges-Condat
- canton de Limoges-Corgnac
- canton de Limoges-Couzeix
- canton de Limoges-Émailleurs
- canton de Limoges-Grand-Treuil
- canton de Limoges-Isle
- canton de Limoges-La Bastide
- canton de Limoges-Landouge
- canton de Limoges-Le Palais
- canton de Limoges-Panazol
- canton de Limoges-Puy-las-Rodas
- canton de Limoges-Vigenal
- canton de Nexon
- canton de Nieul
- canton de Pierre-Buffière
- canton de Saint-Germain-les-Belles
- canton de Saint-Léonard-de-Noblat
- canton de Saint-Yrieix-la-Perche

### Découpage communal depuis 2015
Depuis 2015, le nombre de communes des arrondissements varie chaque année soit du fait du redécoupage cantonal de 2014 qui a conduit à l'ajustement de périmètres de certains arrondissements, soit à la suite de la création de communes nouvelles. Le nombre de communes de l'arrondissement de Limoges reste quant à lui inchangé depuis 2015 et égal à 108.
Au 1er janvier 2024, l'arrondissement groupe les 108 communes suivantes :
1. Aixe-sur-Vienne
2. Ambazac
3. Augne
4. Aureil
5. Beaumont-du-Lac
6. Bersac-sur-Rivalier
7. Beynac
8. Les Billanges
9. Boisseuil
10. Bonnac-la-Côte
11. Bosmie-l'Aiguille
12. Bujaleuf
13. Burgnac
14. Bussière-Galant
15. Les Cars
16. Le Chalard
17. Châlus
18. Champnétery
19. Chaptelat
20. Château-Chervix
21. Châteauneuf-la-Forêt
22. Le Châtenet-en-Dognon
23. Cheissoux
24. Condat-sur-Vienne
25. Coussac-Bonneval
26. Couzeix
27. La Croisille-sur-Briance
28. Domps
29. Eybouleuf
30. Eyjeaux
31. Eymoutiers
32. Feytiat
33. Flavignac
34. La Geneytouse
35. Glandon
36. Glanges
37. Isle
38. Jabreilles-les-Bordes
39. Janailhac
40. La Jonchère-Saint-Maurice
41. Jourgnac
42. Ladignac-le-Long
43. Laurière
44. Lavignac
45. Limoges
46. Linards
47. Magnac-Bourg
48. Masléon
49. Meilhac
50. Meuzac
51. La Meyze
52. Moissannes
53. Nedde
54. Neuvic-Entier
55. Nexon
56. Nieul
57. Pageas
58. Le Palais-sur-Vienne
59. Panazol
60. Peyrat-le-Château
61. Peyrilhac
62. Pierre-Buffière
63. La Porcherie
64. Rempnat
65. Rilhac-Lastours
66. Rilhac-Rancon
67. La Roche-l'Abeille
68. Royères
69. Roziers-Saint-Georges
70. Saint-Amand-le-Petit
71. Sainte-Anne-Saint-Priest
72. Saint-Bonnet-Briance
73. Saint-Denis-des-Murs
74. Saint-Gence
75. Saint-Genest-sur-Roselle
76. Saint-Germain-les-Belles
77. Saint-Gilles-les-Forêts
78. Saint-Hilaire-Bonneval
79. Saint-Hilaire-les-Places
80. Saint-Jean-Ligoure
81. Saint-Jouvent
82. Saint-Julien-le-Petit
83. Saint-Just-le-Martel
84. Saint-Laurent-les-Églises
85. Saint-Léger-la-Montagne
86. Saint-Léonard-de-Noblat
87. Saint-Martin-le-Vieux
88. Saint-Martin-Terressus
89. Saint-Maurice-les-Brousses
90. Saint-Méard
91. Saint-Paul
92. Saint-Priest-Ligoure
93. Saint-Priest-sous-Aixe
94. Saint-Priest-Taurion
95. Saint-Sulpice-Laurière
96. Saint-Sylvestre
97. Saint-Vitte-sur-Briance
98. Saint-Yrieix-la-Perche
99. Saint-Yrieix-sous-Aixe
100. Sauviat-sur-Vige
101. Séreilhac
102. Solignac
103. Surdoux
104. Sussac
105. Verneuil-sur-Vienne
106. Veyrac
107. Vicq-sur-Breuilh
108. Le Vigen

## Démographie
En 2022, l'arrondissement comptait 296 849 habitants.
| 1968    | 1975    | 1982    | 1990    | 1999    | 2006    | 2011    | 2016    | 2021    |
| ------- | ------- | ------- | ------- | ------- | ------- | ------- | ------- | ------- |
| 250 095 | 266 398 | 274 081 | 274 643 | 278 439 | 289 279 | 298 232 | 297 957 | 296 099 |

| 2022    | - | - | - | - | - | - | - | - |
| ------- | - | - | - | - | - | - | - | - |
| 296 849 | - | - | - | - | - | - | - | - |